# França a l'edat mitjana
França va ser un regne que va existir des de l'any 843 fins al 1792, encara que tradicionalment se li sol posar com a punt d'inici l'any 987, amb l'ascens de la dinastia dels Capets. Els Capets van governar França ininterrompudament fins a la Revolució francesa i l'enderrocament del rei Lluís XVI. El Regne de França es va conèixer al principi amb el nom de «Frància Occidental» després de la fragmentació del Regne franc de Carlemany, però en algun punt abans de l'ascens de Felip II de França (primer a usar el terme «rei de França») el 1180, el territori va obtenir el nom amb què se'l coneix actualment.
Aquest article aborda, d'aquest període, el relatiu a França a l'edat mitjana. L'edat mitjana a França es caracteritza, entre altres aspectes, per:
- La formació d'identitat nacional davant dels seus veïns, manifestada en fites com la batalla de Poitiers (732), la batalla de Bouvines (1214), el tractat de Corbeil (1258) i de París ( 1259), i la guerra dels Cent Anys.
- El feudalisme com a realitat política consolidada.

## Abast geogràfic
França, com a terme en llatí, designa el territori geogràfic dels francs, que establerts en el limes de l'Imperi romà van anar expandint-se i ocupant les Gàl·lies: Dioecesis Viennensis i Dioecesis Galliarum. En aquestes diòcesis ja estaven establerts els gal·loromans, els visigots i els burgundis: els gal·loromans van ser sotmesos després de la batalla de Soissons, els visigots van ser expulsats d'Aquitània però no de Septimània, i els burgundis van perdre el seu Regne, els bretons van continuar establerts a Armòrica. L'expansió dels francs a Germània i Itàlia ampliarà l'àmbit territorial del poble esmentat.
Amb el Tractat de Verdún (843) es consuma la divisió territorial del Regnum francorum: Francia occidentalis (objecte del present article, i que originaria l'actual França), Francia orientalis (que originaria l'actual Alemanya) i Francia Media (que per la seva posició fronterera es va fragmentar políticament oscil·lant entre els altres dos regnes, i per aquesta conjuntura van anar sorgint nous països en època moderna).
Donada la desaparició de la noció romana de res publica, la denominació de Francia es va limitar al domini feudal del rei entorn de París i Orleans, més que a la xarxa de vassallatge entorn del rex francorum, és a dir, al domini efectiu del rei. L'ampliació del territori real resultaria l'expansió de França a costa dels seus vassalls dins de l'àmbit geogràfic limitat per l'Imperi Germànic, i pels regnes de Navarra i Aragó. L'afirmació del poder real sobre el regne, amb les seves estructures burocràtiques donarà pas a l'Edat Moderna.

## Dinastia merovíngia (segle V - 751)
Els francs establerts a la desembocadura del Rin a mitjan segle iv per l'emperador Julià van aprofitar el declivi de l'autoritat romana a la Gàl·lia després del pas del Rin de les tribus germàniques (406), de manera que des de la dècada de 420, van anar conquerint gradualment la major part de la Gàl·lia romana al nord del riu Loira ia l'est de l'Aquitània visigoda. Aquesta invasió va avançar per la regió parisenca, on van acabar amb el control romà que exercia Siagri el 486, i va prosseguir cap als territoris al sud del riu Loira, d'on es va expulsar els visigots a partir del 507.
L'artífex d'aquesta expansió que va expulsar els visigots de la Gàl·lia i va suprimir el control romà a la regió de París, va ser un rei dels francs salis, de l'estirp dels merovingis, Clodoveu I. Aquest rei, a més d'expandir el seu territori, va dur a terme campanyes per eliminar els altres reis francs, tant ripuaris com salis, de manera que va quedar com l'únic rei dels francs. D'altra banda, la conversió de Clodoveu —i el seu poble— al cristianisme ortodox (en contraposició als heterodoxos arrians), va afavorir la seva acceptació entre la població gal·loromana.

L'ampliació territorial dels francs entre 481 i 814.

L'àrea franca es va expandir encara més sota el regnat dels fills de Clodoveu, arribant a cobrir la major part de l'actual França (amb l'expulsió dels visigots), però incloent també zones a l'est del riu Rin, tals com Alamania (l'actual sud-oest d'Alemanya) i Turíngia (des de 531); Saxònia, en canvi, va romandre fora de les fronteres franques fins a ser conquerida per Carlemany segles més tard.
A la mort de Clodoveu en 511, es va repartir el regne entre els seus quatre fills, fins que el seu fill Clotari I va reunir temporalment els regnes. Els sobirans merovingis, seguint la tradició germànica, tenien el costum de dividir les seves terres entre els fills supervivents, ja que no tenien un ampli sentit de la res pública, concebien el regne com una propietat privada de grans dimensions. Això va donar lloc a divisions territorials, segregacions i redistribucions, reunificacions i noves particions, en un procés que originava assassinats i guerres entre les diferents faccions.
Després de Clotari I, els territoris francs van tornar a dividir-se en 561, i els seus descendents van entrar en una altra nova guerra civil, en què es van delimitar els regnes de Nèustria, Austràsia i Borgonya (conquerida en 534 als burgundis). Clotari II va reunir en 613 aquests territoris.
La ràpida disminució del comerç i del numerari per l'expansió musulmana a la Mediterrània, i les freqüents guerres civils, van provocar que els reis havien de mantenir suports entre l'aristocràcia, i com que no tenien prou diners, van alienar el seu propi patrimoni real, resulta de tot això, el mateix poder real es va anar afeblint.
L'època de minoritats reals generada durant la guerra entre Brunegilda i Fredegunda, van fer reforçar la posició del majordom de palau. Després de la mort de Dagobert I en 639 es va desembocar en un període de reis menors d'edat. Com que els reis mancaven de poder, les querelles pel poder les van dur a terme els majordoms de palau. Després de la mort d'Ebroí cap a 680 i la derrota neustriana a la batalla de Tertry (687), els majordoms d'Austràsia pertanyents al llinatge dels pipínides van consolidar la seva posició entre l'aristocràcia terratinent a través de vincles territorials, és a dir, el majordom atorgava terres alienades a l'Església o al fisc en règim d'usdefruit (benefici), a un aristòcrata a canvi de comptar amb la seva fidelitat i d'aportar suport militar d'un grup de vassalls, de manera que en el futur, el rei es veurà obligat a comptar amb els seus vassalls, els qui en definitiva, són els que tindran la força militar. Des d'aquesta posició van assumir el poder regi, però sense poder assumir el títol real, fins que a mitjans del segle viii van aconseguir ser elegits amb beneplàcit del Papa i van fundar una nova dinastia: els carolingis.

## Apogeu dels carolingis (751-843)
El majordom de palau de tots els regnes merovingis, Pipí el Breu (fill del majordom Carles Martel), va aconseguir destronar al seu rei merovingi Khilderic III en 751, i va ser reconegut rei dels francs amb suport del Papa Zacaries, i posteriorment ungit com a rei pel Papa Esteve II en 754. Així, encara que Pipí va ser rei electe, va assegurar la seva legitimitat divina a través del Papa. Com a contrapartida, Pipí va conquistar l'exarcat de Ravenna als llombards, però en lloc de retornar-ho a l'emperador romà els va lliurar al Papa, donant peu a la creació dels Estats Pontificis en la donació de Pipí, que va deixar a la tomba de Sant Pere.
Pipí va repartir el regne a la seva mort en 768, i després de la mort prematura de Carlemany en 771, el seu germà Carles, es va fer rei de tot el territori enfront dels seus nebots, Pipí i Siagri, els qui van comptar amb el suport del rei dels llombards, Desideri, ja que Carles havia repudiat a la seva filla Desiderata. En una campanya en 773-774, Carles va conquerir als llombards, incloent-hi d'aquesta manera el nord d'Itàlia en la seva esfera d'influència. D'altra banda, Carles va ampliar el seu territori derrotant els saxons en successives campanyes que des de l'any 772 van acabar per sotmetre'ls el 804. El 788, Carles va continuar expandint el seu regne encara més cap al sud-est, incloent-hi la submissió de Baviera fins a l'actual Àustria i a parts de Croàcia. El territori del regne de Carles abastava des dels Pirineus fins a la major part de l'actual Alemanya, incloent-hi el nord d'Itàlia i l'actual Àustria. A la jerarquia de l'Església, els bisbes i abats buscaven la protecció del palau del rei, font tant de protecció com de seguretat. Carlemany s'havia erigit en líder de la cristiandat occidental.
El dia de Nadal de 800, el papa Lleó III va coronar a Carles com a «Emperador que governa l'Imperi Romà», a Roma, i al seu fill Carles el Jove com a rei dels francs. Es tractava d'un més dels gestos duts a terme pel papat per definir els papers de auctoritas papal i potestas imperial; així com per considerar-lo com a successor dels emperadors romans. Això va originar una sèrie de disputes amb els romans d'Orient per la legitimitat d'aquest títol, però finalment, el 812, l'emperador romà d'Orient Miquel I Rangabé va reconèixer Carlemany com a emperador (basileus), però no com a emperador dels romans (Βασιλεύς των Ρωμαίων), títol que es va reservar el romà d'Orient com el veritable successor dels emperadors romans.

El regne de Carlemany va ser dividit en el tractat de Verdun (843): els francs centrals a Lotari I (rosa), els francs a Lluís el Germànic (verd) i els francs de l'oest a Carles el Calb (vermell).

Carlemany va tenir diversos fills, però només un li va sobreviure, Lluís el Pietós, qui va succeir al seu pare en 814 al capdavant del territori de l'imperi. Després de tres guerres civils, Lluís va morir en 840, i els seus tres fills supervivents van decidir repartir-se el territori en el Tractat de Verdun, en 843:
- Lotari I emperador des de l'any 817, li va correspondre els francs centrals amb les capitals imperials Aquisgrà i Roma, territoris que es van subdividir entre els seus fills a Lotaríngia, Burgúndia i Itàlia (septentrional).

- Lluís el Germànic, va passar a ser rei dels francs de l'est.

- Carles el Calb, va passar a ser rei dels francs de l'oest, en lluita contra el seu nebot Pipí II rei d'Aquitània.

Més tard, mitjançant el tractat de Mersen (870) i Ribemont (880) es va realitzar una nova divisió dels territoris, en detriment de Lotaríngia.
El 12 de desembre de 884, després d'una sèrie de morts, l'emperador Carles III el Gras va reunir la major part de l'Imperi carolingi, només Bosó de Provença resistia com rei al voltant de Vienne.
A finals de 887, el seu nebot, Arnulf de Caríntia es va revoltar i va aconseguir el títol de rei dels francs de l'est (actual Alemanya). Carles es va retirar i va morir poc després, el 13 de gener de 888, l'absència d'una autoritat van afavorir la fragmentació regional abandonant el llinatge carolingi: Itàlia, i Borgonya transjurana i cisjurana van tenir reis propis, i la Frància Occidental, Eudes, comte de París va ser triat rei, però a Aquitània Rainulf es va proclamar rei. Deu anys més tard, els carolingis van recuperar el poder a Frància Occidental, on van governar fins a 987, any de la mort de Lluís V.

## El llegat carolingi (843-987)
Carlemany va continuar la política dels seus predecessors els majordoms austrasians d'atorgar beneficis territorials (en règim d'usdefruit i no de propietat) a canvi de comptar fidelitat i suport militar dels terratinents, gràcies al fet que comptava amb el botí de les seves campanyes militars, i fins i tot va atorgar l'administració de l'imperi a aquells nobles que se li havien encomanat personalment sota un vincle de fidelitat. Però la paralització de l'expansió territorial en època de Lluís el Pietós, va finalitzar un període de beneficis per a l'aristocràcia, que ambicionant millorar el seu patrimoni, van dirigir les seves apetències intervenint en la rivalitats internes que van eclosionar en diverses guerres civils que van implicar l'emperador i els seus fills. El Tractat de Verdun (843) entre els néts de Carlemany va suposar la incapacitat de mantenir una unitat política de l'imperi, quedant el títol imperial reduït a caràcter simbòlic. Carles II el Calb va rebre la Frància Occidentalis en lluita contra el seu nebot Pipí II el rei d'Aquitània. És aquest territori de Carles II el Calb el que va evolucionar a la moderna nació francesa.
D'aquesta manera, malgrat l'amplitud de l'imperi, aquest no tenia exèrcit permanent, marina, fortificacions sòlides o un sistema financer. El sistema administratiu estava en mans d'una aristocràcia lligada al rei per llaços de fidelitat, ja que els recursos del rei se circumscrivien a les rendes dels seus dominis, de manera que el sobirà, incapaç de pagar els agents, es va veure obligat a triar-los entre l'aristocràcia (que reunia el poder militar i el seu propi suport) amb la qual cosa el rei es va veure incapaç d'imposar-los la seva autoritat, i no tenia prou força per oposar-se'ls. Després de la dislocació territorial de Verdun, cada regne es va preocupar de la seva defensa.
A la dècada de 840, es van incrementar les incursions vikingues, així en 845 els vikings van saquejar París, i entre 856-862, van portar una acció fructífera al Sena, a les quals es van afegir en el Rin, el Somme, el Loira, la Garona, i fins i tot al Roine. A Frància Occidental, les mesures del rei Carles II es van mostrar ineficaços, i la defensa, quan es va fer, es va dur a terme localment aixecant fortificacions privades sense autorització real. Els resultats d'això vénen exemplificats durant el regnat del Carles el Simple (898-922), quan els normands de Rol·ló el Caminant van ser reconeguts com a vassalls a l'àrea costanera aigües avall de París, en una regió que es coneixeria com a Normandia. Mentrestant, els nobles davant la incapacitat real de fer valer la seva autoritat, van poder apropiar-se dels seus beneficis territorials (que inicialment els va ser atorgat com a usdefruits) i transmetre'ls als seus fills, a més d'usurpar els drets reals, com el d'encunyació de moneda, els peatges i fins i tot l'administració de justícia.
Un regne en què l'aristocràcia territorial s'ha apropiat de les funcions administratives, que aprofita en benefici propi i les transmet a les seves descendències, desposseint de poder efectiu el monarca, va donar lloc a la concentració de poder en «principats territorials», pel fet que la noblesa havia arrelat en una regió geogràfica on havia adquirit diversos territoris (comtats) i establert relacions familiars. Així tenim el ducat d'Aquitània, Borgonya i Normandia, els comtats d'Anjou, Xampanya, Blois, Flandes, Barcelona i Tolosa. Tots aquests principats reconeixien el rei com a sobirà, però se sostreien a la seva intervenció.
Donada doncs la nul·litat del poder monàrquic, la mateixa monarquia es va fer electiva. A la mort de Carloman II en 884, no li va succeir el seu germà Carles, sinó el seu cosí l'emperador Carles III el Gros, per elecció , i després de la deposició d'aquest van triar a Eudes en 888, el comte de París. Davant d'aquest, alguns nobles es van rebel·lar i van triar a Carles el Simple (893), que va ser deposat (922) i en el seu lloc els nobles van triar al germà del rei Eudes, Robert I de França, i a la seva mort (923), van triar al seu gendre Raül. En 936, va morir el rei, i el noble més poderós, Hug el Gran (marquès de Nèustria i comte de París, fill del rei Robert I), va aconseguir que els nobles cridessin al fill de Carles el Simple, Lluís IV de França, rebent el títol de Duc dels francs. No obstant això, els carolingis només tenien terres a Laon, Compiègne, Reims i Soissons, de manera que la seva política va passar a estar mediatitzada i en conflicte amb els interessos del duc dels francs i per l'imperi acabat de restaurar, l'emperador del qual procurarà exercir la seva influència sobre Frància Occidentalis, així els reis Lotari i Hug Capet van ser nebots de l'Otó I.

## Dinastia Capeta (987-1328)

Territoris sota influència d'Hug Capet.

En morir Luis V de França en 987 sense descendència, l'arquebisbe Adalberó de Reims, enemistat amb els últims reis carolingis Lotari de França i Lluís V, va convèncer als nobles que no elegissin al carolingi Carles de Lorena, ja que era vassall de l'emperador i com a tal havia intentat usurpar la corona en 978, així que l'elecció es va produir en benefici d'Hug Capet. No obstant això, la situació del monarca era molt exigua, ja que només exercia la seva influència al voltant de l'àrea de les ciutats de París i Orleans, i es trobava tenallat pels seus enemics el comte de Blois i pel comte de Vermandois.
No obstant això, com a rei, se situava al cim de la piràmide feudal, de manera que no era vassall de ningú i els grans senyors li devien fidelitat per mitjà de prestar-li homenatge per les seves possessions, amb aquestes premisses podia convocar a l'host durant un temps determinat, readquirir feus sense hereu, i confiscar els feus dels senyors felons; d'altra banda, l'afirmació de la seva posició real, establerta ressaltant el caràcter sacre de la monarquia, en consagrar-se com a rei a Reims amb la Santa Ampolla —que se suposava portada per l'Esperit Sant per batejar a Clodoveu.

França en època dels primers capets.

Bandera de França usada entre els segles XII i XIII.

Però de forma més pràctica, va mantenir la seva posició en instigar confrontacions entre els nobles més poderosos, i en la família dels mateixos; i per mitjà de fer elegir com a rei al seu fill primogènit, durant la vida del mateix rei, sent Felip II l'últim rei que va ser així elevat en vida del seu pare.
Mentrestant, els primers reis Capet, van anar refermant la seva posició, no ja com a reis, sinó com a senyors dels seus propis feus. El duc de Normandia es va fer coronar rei d'Anglaterra en 1066, i després d'acabar el període d'Anarquia a Anglaterra, el rei francès Lluís VII es va trobar que el rei d'Anglaterra Enric II, vassall seu era molt més poderós que ell mateix, ja que per herència era duc de Normandia i comte d'Anjou i Maine, i per matrimoni amb l'exreina de França i duquessa d'Aquitània i Gascunya, Leonor d'Aquitània, va arribar a adquirir Guiena, Gascunya, Poitou, Llemosí, Angoumois, Saintonge i Périgord; i, per altra banda, pel sud, es va desenvolupar una creixent influència del rei d'Aragó sobre Llenguadoc.
El regnat de Felip II suposarà un punt d'inflexió en la monarquia francesa. Contra els angevins, fomentarà les disputes entre els diferents membres de la família reial anglesa, de manera que s'apropiarà de feus anglesos, els quals quedaran reduïts a Guiena; i al sud, el rei francès recolzarà la Croada Albigesa per estendre la seva influència sobre el Llenguadoc. Per afirmar el poder real sobre les noves terres, va realitzar canvis administratius al servei d'una concepció de bé públic, no en va, Felip II va començar a titular-se com a Rei de França, davant Rei dels francs utilitzat amb anterioritat. Tots aquests èxits es confirmaran després de la seva victòria a la batalla de Bouvines (1214), i la posició dinàstica dels Capet va quedar tan plenament consolidada, que la monarquia va deixar de ser electiva i va passar a ser-ho hereditària, acabant el costum de coronar com a rei el possible successor en vida del pare.

Conquestes de Felip August.

Els seus successors afirmaran el poder monàrquic, organitzant-se institucions com la cort real de justícia, els parlaments, la moneda real, la Cambra de comptes; els reis recolzen el desenvolupament de les ciutats davant dels senyors feudals, i van ampliar els territoris del domini real especialment amb Llenguadoc i Xampanya. Per evitar la divisió del regne o guerres civils entre el rei i els seus germans, els monarques infeudaven els seus fills homes amb territoris anomenats apanage, que revertien a la Corona en cas d'extingir-se la línia masculina.

## Fi dels Capets i la seva successió (1316-1337)
Les lleis de successió al tron de França no es van codificar fins al setembre de 1791. Com que els reis de la Dinastia dels Capets des de l'any 987 sempre havien deixat un successor, mai no s'havia plantejat un problema successori d'aquesta naturalesa, però en 1316 la mort del rei Lluís X va suscitar el problema successori, ja que només tenia una filla de 6 anys (Joana II de Navarra) i una  esposa embarassada, qui va donar llum a un home, el rei Joan I de França, però va morir al cap de cinc dies. El seu oncle, el regent Felip V de França, Felip de Poitiers, va aprofitar l'escàndol de la torre de Nesle per qüestionar la legitimitat de la seva neboda, com a filla de Margarida I de Borgonya acusada i castigada per adúltera— malgrat que havia nascut uns anys abans d'aquests esdeveniments; a més, per contrast, aquest argument no va impedir que Joana fos reconeguda com a legítima reina de Navarra, al costat del seu marit Felip d'Évreux, uns anys més tard. Felip de Poitiers també va rebutjar els drets dinàstics d'una altra dona, Isabel, filla de Felip III i casada amb el rei anglès Eduard II, per impedir que aquest pogués dirigir el país com a rei consort. Per tot això, a més del seu major grau de proximitat amb Sant Lluís, va moure a Felip de Poitiers a motivar la seva consagració com a rei amb el suport de part de la noblesa. El febrer de 1317, els Estats Generals van aprovar la coronació de Felip i van declarar que les dones no arribarien a ser reines de França. A la mort de Felip V (1322), sense descendència masculina li va succeir el seu germà Carles IV. A la mort de Carles IV en 1328 deixava com a descendència una filla, Maria, i la seva vídua embarassada, qui finalment va donar a llum a una altra filla. Realment en aquestes dates encara no s'invoca la coneguda llei sàlica, que trigaria encara diversos anys (el 1358) a servir d'argument per justificar aquests rebutjos a posteriori, especialment per al cas dels drets dinàstics de Joana II de Navarra que, encara que ja morta llavors, servien de base al seu fill Carles II de Navarra per defensar les seves accions i aspiracions al tron francès. 
Una vegada defugits els drets de les filles de Lluís X, Felip V i Carles IV, els aspirants al tron eren Felip de Valois com a cosí germà del rei difunt i net de Felip III, Felip d'Évreux, com a cosí de Carles IV i de Felip de Valois, casat amb Joana II de Navarra, filla de Lluís X i, com a consort, al costat d'ella, jurat com Felip III rei de Navarra (1329).
Un tercer candidat era el nebot de Carles IV, fill de la seva germana Isabel, que era el rei d'Anglaterra Eduard III. No obstant això, la germana del rei tenia una reputació detestable, ja que havia conspirat contra el seu marit el rei Eduard II i havia fet abdicar amb la col·laboració del seu amant Lord Mortimer, i per altra banda, existia rebuig a atorgar la corona a un rei estranger. L'argument per rebutjar-lo va ser negar que les dones podien transmetre els drets al tron, ja que no en tenien, de manera que es pretenia així evitar querelles civils entre la descendència dels últims reis capets. No en va, encara que Carles II de Navarra, fill dels reis de Navarra Joana II i Felip III no havia nascut, Felip de Borgonya, Comte d'Alvèrnia, net major de Felip V, podria tenir més dret que el rei d'Anglaterra. Amb tot, a la figura de Carles II de Navarra conflueixen tant els drets dinàstics materns com els paterns.
Amb aquestes premisses, finalment, Felip de Valois, no va tenir oposició a ser proclamat rei en una Assemblea de nobles i prelats a Vincennes i coronat el 29 de maig de 1328.
Aquests fets van donar lloc a l'establiment posterior d'una justificació legal, basada en la recent descoberta i ancestral llei sàl·lica, per la qual les dones no podien ni regnar ni transmetre els drets al tron de França a la seva descendència.

## Cap a la guerra dels Cent Anys (1337-1453)
Tot i que Eduard III, rei d'Anglaterra havia reconegut Felip VI com a rei i el seu sobirà pel ducat de Guiena, i com a tal li havia prestat homenatge. Diferents episodis van propiciar l'inici de les hostilitats, però es van concretar en l'aspiració del rei d'Anglaterra a ser el successor de Carles IV:
- Suport de França als escocesos, Eduard III va envair Escòcia en 1333 per imposar com a rei a Eduard de Balliol i el rei David II d'Escòcia es va exiliar a França.
- A Guiena, el rei francès pretenia fer efectiva la seva autoritat sobre Guiena resolent o revocant les apel·lacions dels judicis que s'hi produïa.
- El suport anglès al cunyat del rei Felip, Robert III d'Artois, que havia estat proscrit en el procés per l'adquisició del comtat d'Artois, i exiliat a Anglaterra va animar el rei anglès a que reassumís els seus drets al tron de França.

En 1336, Eduard III, embarga l'exportació de llana a Flandes, el que va conduir a una rebel·lió de les ciutats, Felip VI va respondre confiscant Guiena i Ponthieu a Eduard. Finalment a finals de 1337, el rei d'Anglaterra va enviar al bisbe de Lincoln l'homenatge prestat al rei de França. La guerra havia començat.

## La guerra dels Cent Anys

Evolució de la guerra.

La mobilització dels dos regnes va ser lenta atesa la dificultat econòmica dels dos reis. El rei d'Anglaterra es va aliar amb els rebels flamencs assegurant-los els subministraments de llana, i el febrer de 1340 desembarcava a Flandes i era proclamat rei de França a Gant amb el suport de Jacob van Artevelde
De 1337 a 1360, sota els regnats de Felip VI i Joan II, els anglesos van encadenar victòries enfront dels francesos i el seu sistema feudal: Sluys, Crécy, Calais, Poitiers; en aquesta última batalla va ser capturat el rei de França, i el seu fill va assumir una regència que va haver de fer front a les revoltes camperoles de la Gran Jacquerie|Jacquerie. D'altra banda, Joan II va haver d'afrontar les intrigues del rei Carles II de Navarra, net de Felip IV, per ampliar la seva influència i poder a França.
De 1360 a 1376. En el Tractat de Brétigny (1360), el rei d'Anglaterra va renunciar al títol francès i a canvi va percebre una Guiena ampliada amb Gasconya, Poitou, Saintonge i Aunis, Agenais, Périgord, Llemosí, Carcí, Bigorra, Gauré, Angoumois, Rouergue, Montreuil-sur-Mer, Ponthieu, Calais, Sangatte, Ham i Guînes, sense prestar homenatge al rei de França.
El rei Carles V procedirà a la tasca de reconstruir el país, ja que va poder alliberar-se dels conflictes a l'exterior annexos a la guerra entre França i Anglaterra: d'una banda, la guerra de successió bretona (1341- 1364), el nou duc del qual Joan V (fill de Joan de Monfort), malgrat haver estat recolzat pels anglesos, va acabar per reconèixer al rei Carles V de França; i d'altra banda, la segona guerra d'independència escocesa (1332-1357).
A causa dels conflictes en l'aplicació de Bretigny, el 1368, Eduard III es va proclamar rei de França i Carles V va denunciar el tractat; la neutralització de Carles II de Navarra i la resolució a favor dels Trastàmara de la guerra civil castellana (1366–1369) i el subsegüent arranjament de la guerra dels Dos Peres (1356 a 1375), va proporcionar a Carles V el suport internacional per reiniciar les hostilitats, que van ser favorables per al bàndol francès: Pontvallain, La Rochelle. Bertrand Du Guesclin, condestable de França va dur a terme la reconquesta del territori utilitzant les tàctica fabianes. És en aquest clima de guerra quan es forjaran la nacionalitat francesa davant els enemics anglesos.
De 1376 a 1389. Quan s'acorda a Tregua de Bruixes, el 27 de juny de 1376, els anglesos només estaven en possessió de les terres limítrofes a Calais, Cherburg, Brest, Bordeus i Baiona. Després de la mort d'Eduard III d'Anglaterra en 1377, deixant a un menor, Ricard II d'Anglaterra, els francesos intentaran atacar Anglaterra mateixa, i el rei francès intentarà annexionar-se Bretanya. La mort de Carles V en 1380 deixant un altre menor, Carles VI de França, la Revolta dels Camperols de Wat Tyler de 1381 a Anglaterra, i la dels Tuchins (1381-1384), la dels Maillotins (1382) i la de la Harelle (1382), seran punts d'inflexió per arribar a la Tregua de Leulinghen el 18 de juliol de 1389, que finalitzarà aquesta fase de la guerra.
De 1389 a 1415. A partir de 1392, el rei Carles VI de França, va començar a patir crisis psicòtiques, cada vegada més extenses, amb la qual cosa, es va constituir un consell de regència presidit per la reina Isabel que es formaran dues faccions per apropiar-se del poder: d'una banda, el duc d'Orleans Lluís, germà del rei, que originarà els armagnacs, i de l'altra, el duc de Borgonya Joan el Sense Por, cosí del rei, que originarà els borgonyons.
Aquesta lluita de poder entre armagnacs i borgonyons, s'intensificarà després de manar assassinar Joan el Sense Por al duc d'Orléans el 1407, ja que s'iniciarà la guerra civil entre les dues faccions. Els anglesos s'aprofitaran de la situació recolzant puntualment un o altre bàndol o comprant la seva neutralitat.
De 1415 a 1429. En 1415, Enrique V d'Anglaterra va desembarcar amb un exèrcit a França amb la intenció de consolidar la posició de la Casa de Lancaster en tron anglès i augmentar els seus ingressos amb terres que havien pertangut als seus predecessors, sense no obstant això la disenteria va afectar aquest exèrcit anglès, que en retirada va ser aconseguit en Batalla d'Azincourt, on va derrotar completament als francesos, davant la neutralitat del duc de Borgonya. A Azincourt, l'estructura política, econòmica i militar de França havia estat escapçada, i malgrat que el rei anglès va tornar a Anglaterra, el conflicte entre els bàndols armanyac i borgonyó es va agreujar, cosa que va permetre al rei d'Anglaterra tornar a França.
Tres mesos després de la victòria a Azincourt, els anglesos van reiniciar les fustigacions en territori francès i el rei d'Anglaterra va emprendre la conquesta del ducat de Normandia: Caen (1417), Ruan (gener de 1419).
Mentrestant, els francesos embrancats en una guerra civil entre armanyacs i borgonyons, no van oposar resistència als anglesos. París i el rei van estar controlats pels Armagnac entre 1413 i 1418. Al juny de 1418 els borgonyons es van fer amos de París, i el dofí Carles VII, nou líder del partit armagnac, es va refugiar en les terres de Iolanda d'Aragó.
El dofí tement l'aliança anglo-borgonyona, estableix contactes amb el duc de Borgonya, Joan sense por. Però el 10 de setembre de 1419, el duc de Borgonya és assassinat per partidaris armanyac quan anava a entrevistar-se amb el dofí, els qui temien que el Dofí pogués haver-se acostat a les posicions borgonyones. El Dofí va ser acusat d'haver ordenat l'assassinat, i el nou duc de Borgonya, Felip el Bo, va entrar en aliança amb els anglesos, que va donar com a resultat el Tractat de Troyes. Mentrestant, el Dofí es va aliar amb els escocesos els qui li procuraven reforços.
En aquest tractat, el Dofí va ser declarat fill bastard de Lluís de Valois, i el rei Enric V d'Anglaterra es va despossar amb Caterina de Valois, filla de Carles VI i va passar a ser l'hereu del tron de França i regent en vida del rei. A finals de 1420, Enric V va entrar a París, i el tractat va ser ratificat pels Estats Generals.
D'aquesta manera, França va quedar partida en tres influències: al sud del riu Loira menys Guiena, fidel al Dofí, el nord-oest per als anglesos i la resta oriental per als borgonyons, l'interès dels quals estava als seus territoris als Països Baixos.
El 1422, es van produir les morts d'Enric V i Carles VI. Ara bé, la successió estava dividida, per una banda hi havia el dofí Carles com el legítim hereu de Carles VI, però si se li havia desheretat per haver estat declarat il·legítim, el següent seria Carles I d'Orleans, en captivitat de Anglaterra, però finalment el tractat de Troyes estipulava que l'hereu era el fill d'Enric V i Caterina de Valois, filla de Carles VI, i així Enric VI, de pocs mesos, va passar a ser rei de França i d'Anglaterra amb un regente, el duc de Bedford. Carles VII va reivindicar el títol real per a si, però va romandre al sud de França sense esforçar-se a expulsar els anglesos, mentre que els anglesos li atorgaven el sobrenom de «rei de Bourges».
Malgrat l'aliança francoescocesa va tenir victòries enfront dels anglesos, els exèrcits anglesos van romandre amos dels camps de batalla, i així, en la batalla de Verneuil (1424), van derrotar totalment a l'exèrcit franc-escocès, de manera que els efectius escocesos van quedar molt limitats a França.
De 1429 a 1453. Els anglesos van continuar afirmant posicions a França, i van iniciar el setge d'Orleans a l'octubre de 1428. Davant la desesperació dels lleials al dofí Carles, va aparèixer una pagesa adolescent il·luminada per Déu, santa Joana d'Arc. Joana va elevar la moral de les tropes, que van forçar l'aixecament del setge i van iniciar una ofensiva que va aconseguir una aclaparadora victòria en Batalla de Patay, la qual va obrir el camí del dofí per ser coronat com a rei.
El 17 de juliol de 1429, Carles VII de França va ser coronat Rei a la catedral de Reims, la qual cosa li va donar la legitimitat que li havia tret el tractat de Troyes. Els anglesos, van respondre coronant Rei a Enric VI d'Anglaterra el 16 de desembre de 1431 a Notre-Dame de París.
Joana va tractar d'enfortir la seva posició enfront de la noblesa feudal partidària de Carles amb nous èxits militars, però va ser derrotada a París i Compiègne, i finalment, ja en desgràcia, va ser capturada el 1430 pel duc de Borgonya, Felip. Lliurada als anglesos, va ser processada per la Inquisició sota l'acusació de fetilleria, condemnada a mort i executada a la foguera a Ruan (1431) sense que Carlos fes res pràctic per ajudar-la.
Mentrestant, l'avenç francès es va alentir ja que els anglesos encara mantenien la superioritat tàctica, destacant John Talbot. En 1435, els francesos i borgonyons van acostar postures i van signar el Tractat d'Arràs (1435), pel qual va acabar la guerra civil entre armañacs i borgonyons en reconèixer aquests últims a Carles VII com a Rei. D'aquesta manera, encara que els nous aliats borgonyons no eren constants, ja que estaven més interessats a expandir-se pels Països Baixos, els francesos van poder recuperar París el 1436.
Carles VII va iniciar la modernització de l'exèrcit, formant un exèrcit permanent, enfront de les lleves camperoles feudals, el que va resultar una revolta nobiliària, la Praguerie (1440).
En 1449, els francesos van prendre Ruan, i en 1450, els bretons aliats amb els francesos van derrotar els anglesos a Formigny; després d'aquesta victòria els francesos van procedir a capturar Caen, Cherburg, Bordeus i Baiona. En 1452, els anglesos van reprendre Guiena, però a la batalla de Castillon, els anglesos van ser tan definitivament derrotats, que no va haver-hi exèrcit anglès per defensar les seves posicions, de manera que les ciutats gascones van ser capitulant als francesos. El 19 d'octubre de 1453 va capitular Bordeus, quedant únicament Calais en poder d'Anglaterra (fins a 1558).
No obstant això, la invocació dels drets del rei anglès sobre el Tron francès no va acabar, i diversos tractats posteriors entre França i Anglaterra van gestionar la renúncia d'aquests drets, així ho trobem al Tractat de Picquigny (1475), el Tractat d'Étaples (1492) i el Tractat Saint-Germain-en-Laye (1514). En l'Acta d'Unió (1800) el rei de Gran Bretanya i Irlanda va renunciar a la seva reivindicació sobre França.

## La formació de la monarquia autoritària

França en 1477.

Després de la mort de Carles VII, el seu fill Lluís XI va prosseguir la política del seu pare de limitar el poder de la noblesa, que es va iniciar una revolta feudal contra l'autoritat real, la Lliga del Bé públic en 1465. Malgrat no obtenir un triomf sobre els rebels, va emprendre accions per recuperar el seu poder, la qual cosa xocarà amb les ambicions expansionistes del duc de Borgonya Carles el Temerari. A la mort d'aquest últim a la batalla de Nancy de 1477, Lluís va intentar apropiar-se dels seus territoris perquè en esgotar-se la descendència masculina revertia la apanage al domini real. Al final del seu regnat, el Tractat d'Arràs (1482) estableix la pau amb els borgonyons obtenint la Picardia i el ducat de Borgonya; i Anjou i Provença (juntament amb els drets sobre el regne de Nàpols) de l'últim rei titular de Nàpols Carles V de Maine en 1481.
A la mort de Lluís XI, li va succeir el seu fill Carles VIII sota la regència de la seva filla Ana de Beaujeu, moment aprofitat per la noblesa per promoure una altra revolta dirigida per Lluís II d'Orleans en contra de la regent, coneguda com la Guerra boja (1485-1488). Un cop assolida la majoria d'edat, va ser animat pel Papa Innocenci VIII i el duc de Milà Ludovico Sforza, per expulsar del tron napolità als Trastàmara, basant-se en els seus drets titulars sobre el regne. Davant d'això, va fer tractats de pau amb els seus veïns: Étaples (1492) amb Anglaterra, Barcelona (1493) amb Aragó, i Senlis (1493) amb els Habsburg sobre Borgonya. I en 1494 va creuar els Alps i va entrar a Itàlia, començant un nou període en la història de França i d'Europa, les Guerres italianes.